# 長岡文雄
長岡 文雄（ながおか ふみお、1917年12月18日 - 2013年?）は、日本の教育者、教育学者。

## 人物・来歴
福岡県八女市出身。書道の雅号 長岡 光邨（こうそん）。1937年福岡県小倉師範学校本科第一部卒。小倉師範附小に勤務時、24歳で文部省 師範学校中学校高等女学校教員検定試験「習字」に当時の最年少で合格した。書道家として東京の学校への就職を薦められたが、同時期に奈良女子高等師範学校附小からの招聘を受け、迷った末、教育者としての道を歩むことを決心する。1943年奈良女子高等師範学校附属小学校教諭となり、木下竹次の「学習法」を引き継ぎ、戦後は重松鷹泰と共に「奈良プラン」を樹立した。
長岡は、「教育は、ひとりひとりの子どもが、人間としての可能性をぎりぎりまで発現していくように手伝うことであり、個性的思考の深化を支援して、人間としての生き方を創造させることである。」（『子どもをとらえる構え』）と述べており、授業では目の前一人一人の子どもを直視し内面をさぐる。「〈この子〉と指さして、一人を直視するものであり、〈この子〉に個性的全体的な統一のある学習のし方を開拓させ、〈この子〉らしく、考え深く生き抜かせようとするもの」である。（『〈この子〉の拓く学習法』）
37年間の教育実践を経て、1980年兵庫教育大学附属小学校の創設のために兵庫教育大学に移り、兵庫教育大学教授。83年定年退官し、佛教大学文学部教授。1991年秋、勲五等瑞宝章受勲。社会科教育。

## 著書
- 『自治會の指導 私は自治制をどうして育てたか』新敎育の書 新敎育社, 1947
- 『小学四年の社会 学習の力をつける』文英堂, 1959.1
- 『考えあう授業』黎明書房, 1972
- 『子どもをとらえる構え』黎明書房, 1975
- 『子どもの力を育てる筋道』黎明書房, 1977.5
- 『合科教育の開拓』黎明書房, 1978.12
- 『学級づくりと学級会活動 小学1年』明治図書出版, 1979.3
- 『若い社会の先生に』黎明書房, 1980.5
- 『<この子>の拓く学習法』黎明書房, 1983.8
- 『若い社会科の先生に』黎明書房, 1983.8
- 『学習法の源流 木下竹次の学校経営』 (黎明選書 黎明書房, 1984.1
- 『考えあう授業』黎明書房, 1986.3
- 『教育方法学』仏教大学通信教育部, 1988.2
- 『授業をみがく 腰の強い授業を』黎明書房, 1990.5
- 『生活科概論』仏教大学通信教育部, 1992.4
- 『生活科教育』仏教大学通信教育部, 1992.6

### 共編著
- 『新しい初等教育の原理』小森健吉共編著. ミネルヴァ書房, 1988.7
- 『社会科概論』編著. 仏教大学通信教育部, 1993.3
- 『社会科教育』編著. 仏教大学通信教育部, 1993.7